# Freds bästa
Freds bästa är ett samlingsalbum av vissångaren Fred Åkerström, utgivet 2003 på skivbolaget Warner. Albumet utgavs som en dubbel-CD.
Albumet sammanställdes av Ingegerd Borg och designades av  Ermalm's Egenart. Fotografierna togs av Bengt H. Malmqvist och Torbjörn Calvero.

## Innehåll

### CD 1
1. "Jag ger dig min morgon"
2. "Oslo"
3. "Fragançia"
4. "Båklandets vackra Maja"
5. "Luffarevisa"
6. "Trubaduren"
7. "Han hade seglat för om masten"
8. "Balladen om Eken"
9. "I natt jag drömde"
10. "Kajsas udde"
11. "Nordsjön"
12. "Amerikabrevet"
13. "Balladen om Joe Hill"
14. "Kapitalismen"
15. "Vissångarvisa"
16. "Luffaren"
17. "Åkare Lundgrens begravning"
18. "Fredmans sång, nr 21 (Måltidssång) (Så lunka vi så småningom)"
19. "Fredmans epistel, nr 9 (Käraste bröder systrar och vänner, si Fader Berg)"
20. "Fredmans epistel, nr 33 (Stolta stad)"
21. "Fredmans epistel, nr 72 (Glimmande nymf)"

### CD 2
1. "Ficktjyvens visa"
2. "Hos min doktor"
3. "Den odödliga hästen"
4. "Rallarvisa"
5. "Fimpen och tändstickan"
6. "Frida sörjer sommaren"
7. "I Spaniens månsken"
8. "Duett i Småland"
9. "Bergsprängardramatik"
10. "Spritarnas tango"
11. "Den trettionde i första sjuttiotvå"
12. "Kapital"
13. "Varning för hunden"
14. "För maskens skull"
15. "Den gamle skärsliparen"
16. "Fredmans epistel, nr 2 (Nå, skruva fiolen)"
17. "Fredmans epistel, nr 45 (Tjänare Mollberg hur är det fatt)"
18. "Fredmans epistel, nr 63 (Fader Bergström, stäm upp och klinga)"
19. "Fredmans epistel, nr 80 (Liksom en herdinna)"
20. "Fredmans epistel, nr 82 (Vila vid denna källa)"

## Listplaceringar
| Lista (2003–2004) | Topplacering |
| ----------------- | ------------ |
| Sverige           | 6            |